# Richard Dölker
Richard Dölker (Schönberg, 18 giugno 1896 – Kohlgraben, 1955) è stato un artista tedesco.

## Biografia
Richard Dölker nacque a Schönberg presso Stoccarda in Germania nel 1896, figlio di un pastore evangelico.
Cominciò i propri studi alla Scuola di Arti e Mestieri di Stoccarda, ma la sua carriera accademica fu interrotta dalla chiamata alle armi durante la prima guerra mondiale.
Dopo una serie di viaggi in Italia cominciati nel 1921, giunse a Vietri sul Mare nel 1923, dove si avvicinò casualmente alla ceramica. Durante una visita alla fabbrica di ceramica Avallone, egli si presentò come pittore e venne quindi invitato a decorare alcuni piatti. Fu l'inizio di una rivoluzione per la ceramica vietrese. Già nel 1923, Dölker creò il primo "ciucciariello"(asinello nel dialetto locale), caratteristica figura che divenne il simbolo di Vietri sul Mare e della sua ceramica.
Tra il 1924 e il 1926 viaggiò tra Sardegna e Tunisia, talvolta accompagnato dall'amico Georg Trump. 
Nel 1927, di ritorno a Vietri sul Mare, Richard Dölker venne chiamato dall'industriale Max Melamerson a dirigere la sua manifattura ceramica I.C.S. (Industria Ceramica Salernitana).
Tra il 1927 e il 1929, Richard Dölker collaborò anche saltuariamente con la manifattura ceramica vietrese Fontana Limite, di proprietà del tedesco Günther Stüdemann, finché nel 1929 non aprì un suo piccolo laboratorio di decorazione ceramica e di batik con la moglie Elle (Elsie) Schwarz.
Alla fine degli anni trenta rientrò in Germania, dove cominciò ad insegnare.
Nel 1940 venne richiamato alle armi e inviato sul Fronte Orientale, dove fu fatto prigioniero. Richard Dölker fu rilasciato nel 1946 per cattive condizioni di salute. Tornò ad insegnare a Kohlgraben nel distretto di Vacha, dove morì nel 1955.

## Caratteristiche artistiche
Richard Dölker fu una figura emblematica nella rinascita della ceramica vietrese del Primo dopoguerra. Egli è spesso considerato il capogruppo della colonia di artisti del nord Europa, conosciuti come i "Tedeschi di Vietri", che tra gli anni venti e l'inizio della seconda guerra mondiale contribuirono notevolmente al rinnovo della tradizione artistica dei vari paesi della Costiera amalfitana.
I "Tedeschi di Vietri" rivoluzionarono completamente lo stile ceramico vietrese, ancora legato ad una tradizione decorativa ottocentesca, grazie al loro stile innovativo, direttamente legato alla tradizione decorativa nordica e soprattutto tedesca.
Il tedesco Richard Dölker dipinge scene di vita quotidiana, religiosa e mitologica, non del tutto estranee alla tradizione vietrese, ma ne rinnova il cromatismo. Lo stile di Dölker è difatti caratterizzato dall'accostamento di colori contrastanti, senza passaggi d'ombra e senza sfumature, e dai fondali scuri, notturni e misteriosi.
Il nuovo stile tedesco fu adottato da tutti i ceramisti che seguirono: Giovannino Carrano, i fratelli Procida, i fratelli Solimene, Andrea D’Arienzo e soprattutto Guido Gambone.
Nel 1929 Richard Dölker visitò un'esposizione sul batik indonesiano ai Musei Vaticani e ne fu estremamente colpito. Cominciò in seguito a sperimentare con sua moglie questa tecnica di espressione artistica, che gli rimase cara fino alla morte.